# Cornopteris banajaoensis
Cornopteris banajaoensis är en majbräkenväxtart som först beskrevs av Carl Frederik Albert Christensen, och fick sitt nu gällande namn av Kunio Iwatsuki och M. G. Price. Cornopteris banajaoensis ingår i släktet Cornopteris och familjen Athyriaceae. Inga underarter finns listade.